# Thomas Otway
Thomas Otway (Trotton with Chithurst, 3 de março de 1652 – Londres, 14 de abril de 1685) foi um dramaturgo inglês que viveu no período monarca conhecido como "Restauração".

## Biografia
Nascido em Trotton, perto de Midhurst, filho do reitor de Woolbeding (Sussex) Humprey Otway,  estudou no Winchester College e mais tarde ingressou no Christ Church College na Universidade de Oxford, de onde saiu em 1672, após a morte de seu pai e sem ter obtido qualquer grau académico. Em Londres, ele tentou uma carreira de ator sem sucesso; mas a experiência lhe foi útil para seu trabalho como dramaturgo. Ele conheceu o Visconde Anthony Cary e Aphra Behn.
Sua primeira ópera, Alcibiade, produzida por Thomas Betterton em 1675, foi uma tragédia não muito brilhante e foi salva pela habilidade dos atores, incluindo Elizabeth Barry, provavelmente em sua estreia, que interpretou a garçonete Draxilla. Após este primeiro, escreveu outros textos para o teatro, como Don Carlos (1676) mais bem sucedido e baseado em Racine, e em 1680 The Orphan uma de suas obras de maior sucesso. Seu maior sucesso foi Venice Preserv'd (a personagem de Belvidera foi interpretada por Sarah Siddons).
Por um curto período foi tutor do filho de Carlos II da Inglaterra. Em 1685 dirigiu uma composição poética ao novo Rei Jaime II da Inglaterra. Mal pago por suas obras, ele viveu uma vida de sentimento e morreu pobre.

## Obras
- Alcibiade, 1675
- Don Carlos, 1676
- Titus and Berenice, 1676
- The cheats of Scapine, (ispirato dall'opera di Molière Le furberie di Scapino)
- Friendship in Fashion, 1678
- The Soldier's fortune, 1680
- The Orphan, 1680
- Venice Preserv'd, 1682, (Venezia salvata)
- The Atheist, 1683